# Curcuma sumatrana
Curcuma sumatrana là một loài thực vật có hoa trong họ Gừng. Loài này được Friedrich Anton Wilhelm Miquel mô tả khoa học đầu tiên năm 1861. Mẫu định danh: Diepenhorst [1327 H.B.] (lectotype, số BO 0083511), do Diepenhorst thu thập tại Priaman (Pariaman), tỉnh Tây Sumatra, Indonesia. Tên gọi địa phương: koenih bimbo và kamuniang (tại Maninjau).

## Phân bố
Loài này có ở miền tây đảo Sumatra, Indonesia. Nó được tìm thấy trong khu vực từ hồ Maninjau, Sianok, Lembah Anai, Kayu Tanam và Ulu Gadut trong dãy núi Barisan.
Môi trường sống là rừng thứ sinh ở cao độ từ 100–500 m, thường với nhiều loài Laportea (họ Urticaceae). Không giống như nhiều loài Curcuma đa bội sinh sản sinh dưỡng, có thể được tìm thấy được tự nhiên hóa trên khắp châu Á, phần lớn các loài tạo hạt từ phân chi Curcuma khá hạn chế trong phân bố của chúng. Chúng có thể xâm chiếm các môi trường sống thứ cấp, nhưng không dễ dàng tự nhiên hóa khi rời khỏi phạm vi sinh sống tự nhiên của chúng.

## Mô tả
Cây thảo sống trên cạn, cao tới 135 cm. Thân rễ hình trứng, dài tới 3 cm và rộng 2 cm, có một nhánh, trở thành thân rễ chính khác song song với thân rễ trước, vỏ màu trắng kem ánh hồng, ruột màu tía nhạt với viền màu kem và một đường màu tía nằm giữa phần ngoài và phần trong, thơm. Không thấy củ rễ. Chồi lá thường với 2 lá, gốc đường kính ~2,5 cm, màu trắng ánh hồng, thân giả dài 3–50 cm, với 2-4 lá bắc bao quanh, dài 25–34 cm, màu trắng ánh hồng ở gần gốc, màu nâu ánh đỏ ở phần trên, có lông tơ; lưỡi bẹ dài 3 mm, xẻ 2 thùy sâu, màu nâu ánh đỏ, rậm lông; cuống lá dài 29–36 cm, màu nâu ánh đỏ ở gần gốc, màu xanh lục về phía phiến lá, có cánh, có lông ngắn; phiến lá 57-64 × 24–30 cm, hình elip, uốn nếp (thấy rõ như là gân cứng trong mẫu vật khô), mặt gần trục màu xanh lục sẫm, nhẵn nhụi với lông dọc theo gân chính, mặt xa trục màu xanh lục nhạt với ánh màu nâu hạt dẻ về phía mép, nhẵn nhụi, đáy nhọn, đỉnh hình đuôi, gân giữa màu xanh lục. Cụm hoa đầu cành, xuất hiện ở trung tâm từ giữa chồi lá, dài 20–40 cm. Cuống cụm hoa dài 4–18 cm, mọc thẳng, màu trắng ánh đỏ. Cành hoa bông thóc 14-25 × 5,5–7 cm, hình trụ, gồm 15-29 lá bắc. Mào không rõ nét, 4-5 lá bắc vô sinh trên cùng có màu sắc và hình dạng tương tự như lá bắc sinh sản, 2-3 lá bắc trên cùng nhất nhỏ hơn và màu nhạt hơn. Lá bắc sinh sản hình trứng-hình elip với đỉnh thuôn tròn, ~6-6,5 × 5-6,5 cm, màu đỏ tươi, dần dần trở thành màu kem ánh vàng ở gốc, hợp sinh ở nửa dưới, có lông ngắn cả hai mặt. Xim hoa bọ cạp xoắn ốc 3-5 hoa. Lá bắc con 1 mỗi hoa, dài ~13 mm, màu trắng, trong mờ. Hoa dài ~6,5 cm. Đài hoa dài ~13 mm, màu trắng, trong mờ, 3 răng không rõ nét, xẻ một bên 4 mm từ đỉnh. Ống hoa dài 4,1-4,4 cm, màu trắng, nhẵn nhụi; thùy tràng lưng ~18 × 9 mm, màu trắng, trong mờ, hình trứng tam giác, lõm, có mấu nhọn dài 2–3 mm, nhẵn nhụi, các thùy tràng bên ~17 × 7 mm, màu trắng, trong mờ, hình tam giác với đỉnh thuôn tròn, hơi lõm, nhẵn nhụi. Cánh môi 1,5 × 1,7 cm, hơi có khía răng cưa, đường rạch đến 2 mm, màu vàng nhạt với dải giữa màu vàng sẫm. Các nhị lép bên ~11 × 5 mm, màu vàng nhạt, nhẵn nhụi. Bao phấn lắc lư, 8 × 3 mm, màu trắng ánh vàng; chỉ nhị dài 3 mm, rộng 5,5 mm ở đáy và 2 mm ở phần trên; mô vỏ bao phấn dài ~6 mm, màu ánh trắng, nứt dọc theo toàn bộ chiều dài của mô vỏ, cựa bao phấn dài 3 mm, không có mào bao phấn. Bầu nhụy 3 ngăn, 2,5-3 × 2,5 mm, màu trắng, có lông ở phần trên. Tuyến trên bầu 2, dài 2,2–3 mm, màu kem, nhẵn nhụi. Vòi nhụy dài 5 cm, màu trắng, đầu nhụy màu trắng, lỗ nhỏ không lông rung. Cụm quả 1 quả mỗi lá bắc; quả nang nứt, hình trứng, ~2 × 1,1 cm, màu trắng ánh đỏ. Hạt hình elip, 6 × 5 mm, màu nâu sẫm; áo hạt trắng, trong mờ, xé rách. Ra hoa tháng 5-9, tạo quả từ tháng 7.

## Sử dụng
Lá của loài này được sử dụng để gói múi của quả sầu riêng để sau đó cho lên men làm nguyên liệu nấu ăn gọi là pekasam. Nước luộc lá của nó cũng được sử dụng để chữa các bệnh ngoài da (ngứa).